# 이곡초등학교
이곡초등학교는 대한민국 경기도 포천시 소흘읍 이곡리에 있는 공립 초등학교이다.

## 학교 연혁
- 1935년 4월 1일: 송우공립보통학교 부설 직동간이학교 개교
- 1938년 8월 1일: 이곡공립보통학교 승격
- 2002년 5월 2일: 골프 학습장 설치
- 2003년 6월 30일: 교원 사택 준공
- 2005년 8월 9일: 자연 학습장 조성
- 2009년 6월 22일: 학교 울타리 조성

## 참고 자료
- 이곡초등학교 - 한국교육학술정보원 학교알리미